# Buchenholz (Witten)
Buchenholz ist ein Ortsteil („statistischer Bezirk“) von Rüdinghausen in Deutschland. Er trägt die Gemarkungsnummer 53. Er hatte am 31. Dezember 2020 insgesamt 337 Einwohner. Buchenholz ist gleichzeitig der Name eines Waldgebietes, dessen Ausdehnung de facto mit der des Ortsteils identisch ist.
Buchenholz bildet zusammen mit dem Waldgebiet „Herrenholz“ einen Grünzug auf einem der letzten Ausläufer des Ardeygebirges. In dem Ortsteil findet man weder Firmenansiedlungen noch öffentliche Einrichtungen, lediglich an den Randgebieten gibt es eine schwache Wohnbebauung.
Durch das bewaldete Gebiet führen mehrere Radwanderwege und -pfade mit verschiedenen Schwierigkeitsgraden und Längen. Für Wanderungen dienen besonders die gut begehbaren Waldwege.